# Pathfinder (ônibus espacial)

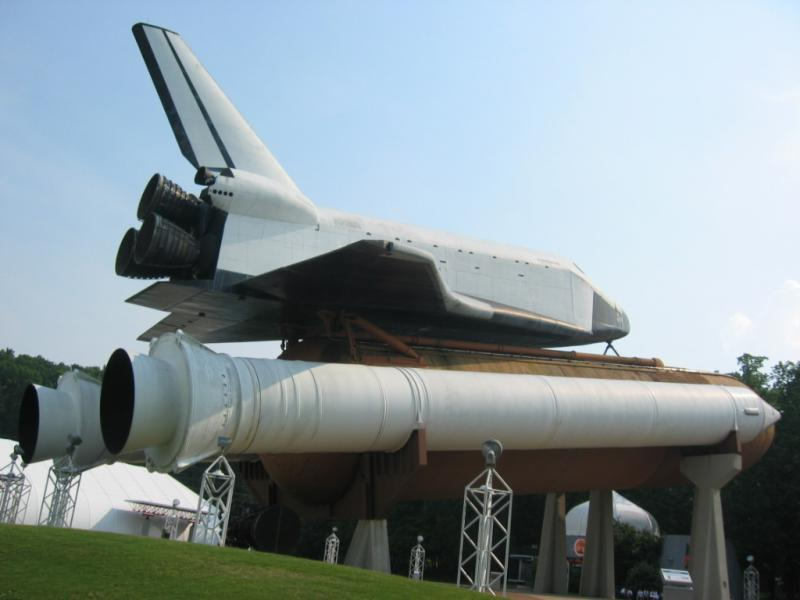
A espaçonave no U.S. Space & Rocket Center, no Alabama.

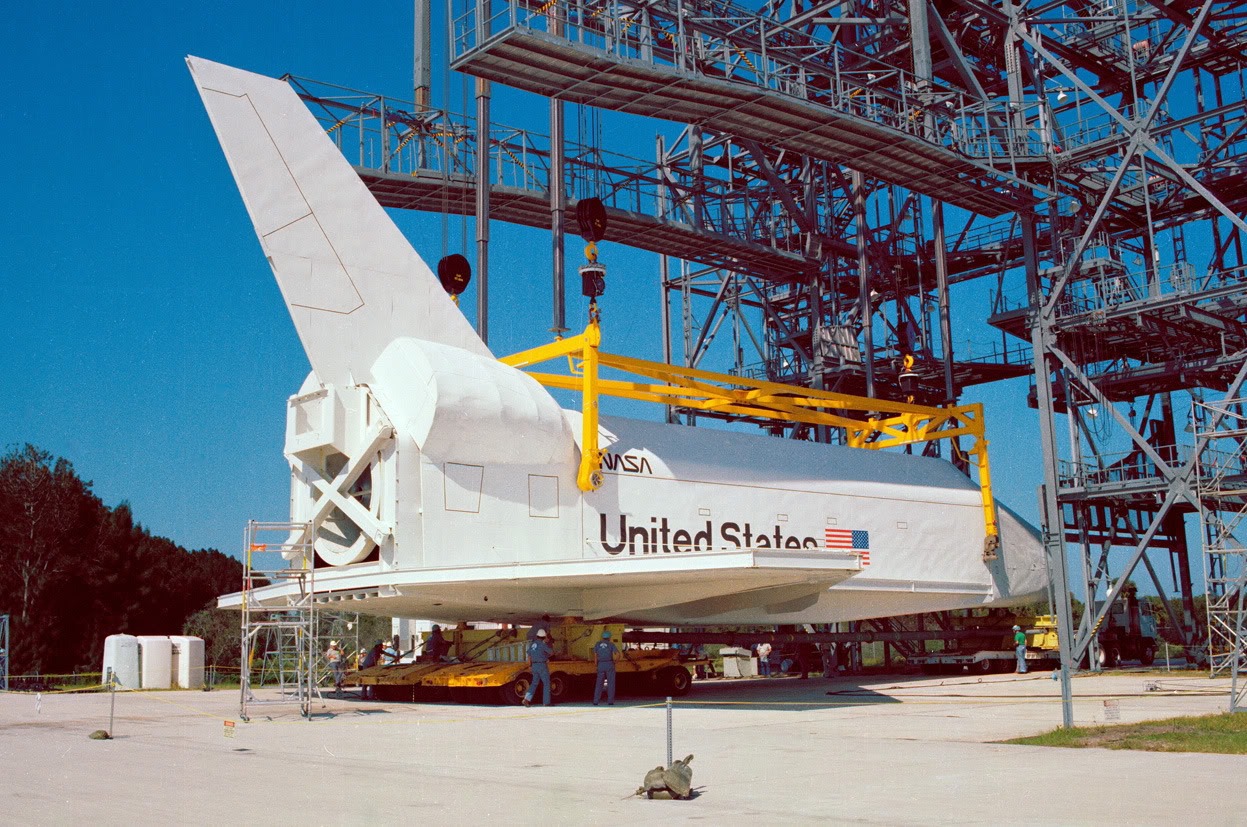
O Pathfinder.

O ônibus espacial Pathfinder foi inicialmente construído e utilizado pela NASA para testes do ônibus espacial sem a necessidade de usar o ônibus espacial Enterprise.
Mais tarde uma organização  japonesa reconstruiu a estrutura de aço do Pathfinder, para ser exibida em uma exposição espacial em Tokyo. O Pathfinder retornou então para os Estados Unidos  e encontra-se em exposição no U.S. Space & Rocket Center em Huntsville, Alabama.
Está em exposição completa e empilhada, montada no Tanque externo MPTA-ET que foi usado em testes de propulsão com o MPTA-098, juntamente com a fuselagem de dois protótipos Advanced Solid Rocket Booster (ASRB), desenvolvidos após o acidente da Challenger, mas que nunca entraram em produção.
O Pathfinder é um pouco menor do que as outras naves.  (Compare o tamanho das asas em relação ao tanque).